# Polnay Jenő
tiszasülyi Polnay János Jenő (1911-ig Pollacsek) (Tiszasüly, 1873. augusztus 7. – Budapest, 1963. március 29.) magyar miniszter, vállalati vezérigazgató, közgazdász.

## Élete
Pollacsek Lipót vaskereskedő és Friedländer Jetti gyermekeként született. A debreceni jogakadémiára járt, tanulmányait megszakítva Morvaországban kereskedelmi iskolát végzett. Budapesten 1897-től 1898-ig majd 1900 és 1901 között szerkesztője volt a Faipari és Fakereskedelmi Értesítő, 1898 és 1900 között pedig a Holzrevue című német nyelvű társlappal együtt megjelenő Faipari Szemle című szakfolyóiratoknak. A század elején az Erdélyi Erdőipari Rt. kereskedelmi üzletének vezetője, majd a londoni Groedel-testvérek Gőzhajózási Rt. igazgatója lett. Ezután Fiumében volt az Adria Tengerhajózási Rt. igazgatója, majd Budapesten vezérigazgatója. Ezután vezérigazgatója lett az Atlantica Tengerhajózási Rt.-nak is, mely minőségében 1911-ben a külkereskedelem terén szerzett érdemei elismeréséül tiszasülyi előnévvel nemességet kapott, ezután magyarosította a nevét Polnay-ra. Az első világháború idején részt vett a Magyar Zsidó Hadi Archívum megalapításában és szerkesztésében Patai József és Hevesi Simon mellett.
1918-ban létrehozta az Atlantica Trust-öt, amelyben, mint elnök, számos kisebb vállalatot egyesített. 1919. augusztus 7-től 1919. augusztus 15-ig az első Friedrich-kormányban közélelmezési miniszter. Elnöke és megalapítója volt a Magyar Zsidók Országos Szövetségének. Bár maga is üldözött volt, 1944-ben a budapesti Gyermekkert Egylet vezetőjeként közel 400 elhagyott, üldözött kiskorú életét mentette meg. Még idős korában is ,,Kegyelmes Úr"-nak szólították. Drozdy Győző emlékirataiban megemlíti nagy műveltségét.
1963. március 23-án helyezték végső nyugalomra. Temetésén Stern László főkántor és a kórus gyászéneke után Scheiber Sándor mondott beszédet.

## Családja
Felesége Konrád (Kohn) Margit (1884–1912) volt, Kohn Lajos és Weiszberger Teréz lánya, akivel 1903. október 29-én Budapesten, a Terézvárosban kötött házasságot.
Gyermekei:
- Polnay Lujza (1905–1933). Férje Kibédy Albert magánhivatalnok (1929-ig).
- Polnay Péter (1906–1984)
- Polnay Emília (1907–?). Férje Jose Martin de Castello Lopes.
- Polnay Iván (1909–?). Felesége Alice Maud Goodliffe (1900–1993).